# Aberdaria ligulata
Aberdaria ligulata is een spinnensoort in de taxonomische indeling van de hangmatspinnen (Linyphiidae).
Het dier behoort tot het geslacht Aberdaria. De wetenschappelijke naam van de soort werd voor het eerst geldig gepubliceerd in 1962 door Åke Holm.